# والت كوب
والت كوب هو سياسي كندي، ولد في 1944 في مانيتوبا في كندا. حزبياً، نشط في BC United ‏.